# ذيفان مناعي
ذيفان مناعي (بالإنجليزية: immunotoxin)‏: لهذا المصطلح معنيان:
الأول: هو المادة (التي عادة ما تكون كيماوية) التي تثبط أو تعطل الجهاز المناعي عند التعرض لها، مما يؤدي إلى حالة تسمى التثبيط المناعي (بالإنجليزية: immunosuppression)‏ مما يؤدي إلى زيادة التعرض للإصابة بالعدوى أو السرطان. ومن المواد التي تسبب تسمم المناعة -ثنائي الفينيل متعدد الكلور، والأسبستوس والمبيدات مثل مادة ال دي دي تي (DDT).
كما من الممكن أن تسبب السموم المناعية أمراضًا تسمى بأمراض المناعة الذاتية (بالإنجليزية: autoimmune disease)‏، حيث يقوم الجهاز المناعي بمهاجمة الجسم نفسه.
و بالطبع فالمصطلح معناه جانب سلبي هنا.
أما الجانب الإيجابي (أو المعنى الثاني للمصطلح) فهو: الذيفان المناعي العلاجي (بالإنجليزية: Therapeutic immunotoxins)‏، وهي مركبات طورت لعلاج السرطان أو الإصابات الفيروسية. وهي عبارة عن بروتينات محورة وتكون عادة أضدادا مرتبطة ببروتين سمي مثل (سم الخناق (diphtherial toxin)) وبالاستفادة من خاصية الضد الذي يهاجم الخلايا بدقة متناهية تدمر الخلية بعدها بهذا السم.
و تعد السموم المناعية العلاجية جزءا مهما وإستراتيجية نوعية في فرع العلاج المناعي (بالإنجليزية: Immunotherapy)‏. وقد لاقى نجاحا لا بأس به في مجال علاج السرطان.

## وصلات خارجية
- تقرير بالعربية عن العلاج المناعي (جمعية آدم لسرطان الطفولة).